# Isumi, Chiba
Isumi (いすみ市 Isumi-shi) là một thành phố thuộc tỉnh Chiba, Nhật Bản.